# Europese weg 9
De Europese weg 9, E9 of E-9 is een weg die door Frankrijk en Spanje loopt. De weg begint bij Orléans in Frankrijk en loopt net na de tunnel de Puymorens over de Spaanse grens naar Barcelona.

## Algemeen
De Europese weg 9 is een Klasse A Noord-Zuid-verbindingsweg en verbindt het Franse Orléans met het Spaanse Barcelona. De E9 is door de UNECE als volgt vastgesteld:
Frankrijk
- Orléans
- Limoges
- Toulouse

Spanje
- Barcelona

## Traject

### Frankrijk
De E9 begint bij Orléans, vanwaar de weg bijna recht naar het zuiden gaat over de A71 en de A20. Vanaf Toulouse worden de A61 en A66 gevolgd, de Pyreneeën in. In de Pyreneeën loopt de E9 over de N20 via de Tunnel de Puymorens naar de Spaanse grens bij Bourg-Madame.

### Spanje
De E-9 komt Spanje in bij Puigcerdà. Vanaf het dorpje Riu de Cerdanya, een paar kilometer naar het zuiden, wordt de C-16 gevolgd, die vanaf Berga uitgevoerd is als snelweg, tot aan Barcelona, het einde van de E-9.

## Nationale wegnummers
De E9 loopt over de volgende nationale wegnummers:
| Frankrijk | Frankrijk                            |
| --------- | ------------------------------------ |
|           | Orléans - Vierzon                    |
|           | Vierzon - Montauban                  |
|           | Montauban - Toulouse                 |
|           | Toulouse - Villefranche-de-Lauragais |
|           | Villefranche-de-Lauragais - Pamiers  |
|           | Pamiers - Spanje                     |

| Spanje | Spanje                      |
| ------ | --------------------------- |
| N-152  | Frankrijk - Puigcerdà       |
| N-260  | Puigcerdà - Alp             |
| C-162  | Alp - Riu de Cerdanya       |
| C-16   | Riu de Cerdanya - Barcelona |

## Aansluitingen op andere Europese wegen
Tijdens de route komt de E9 de volgende Europese wegen tegen:
- De E5 bij Orléans, Frankrijk
- De E60 bij Orléans, Frankrijk
- De E604 bij Vierzon, Frankrijk
- De E11 bij Vierzon, Frankrijk
- De E62 bij La Souterraine, Frankrijk
- De E603 bij Limoges, Frankrijk
- De E70, die van Saint-Pardoux-l'Ortigier tot aan Brive, beide in Frankrijk, hetzelfde traject volgt
- De E72, die van Montauban tot aan Toulouse, beide in Frankrijk, hetzelfde traject volgt
- De E80 bij Toulouse, Frankrijk
- De E15 bij Barcelona, Spanje
- De E90 bij Barcelona, Spanje